# Людериц
Лю́дериц (нем. Lüderitz) — город, рыбацкий и торговый порт на атлантическом побережье Намибии, административный центр одноимённого округа в намибийском регионе Карас. Население Людерица составляет около 20 000 человек (2005).

## География

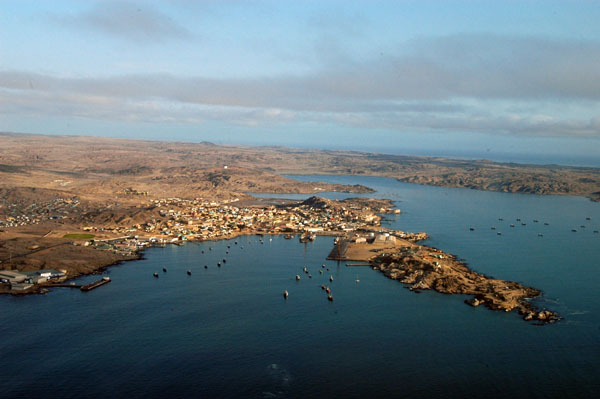
Вид на Людериц с высоты птичьего полёта

Людериц находится на единственном скалистом участке намибийского побережья. Остальную береговую линию от Кунене на севере к реке Оранжевой на юге составляют пески пустыни. Город расположен между пустыней Намиб и Атлантическим океаном, на открытых океанским ветрам каменистых береговых холмах, в глубине бухты Людериц. Широкий скалистый полуостров с тем же названием и с множеством малых бухт и заливов отделяет бухту от океана. Три небольших островка — Пингвинов, Тюленей и Фламинго — находятся в пределах бухты. Четвёртый остров — остров Акул, расположенный непосредственно перед городом, сейчас соединён с берегом насыпью и превратился в мыс, отделяющий городской порт от остальных бухт.
Ещё двенадцать небольших островов находятся возле океанского побережья к северу и югу от Людерица. Они известны под общим названием островов Пингвинов, иногда Гуановых островов. Не на всех из них сохранились колонии пингвинов, однако здесь до сих пор собирают значительное количество гуано, так как морские птицы, в частности бакланы и олуши, гнездятся на всех окружающих островах. Острова голые и бесплодные, лишь несколько кустов растут на острове Позешн, наибольшем в группе, площадь которого составляет около 90 га.
За городом, скрытая от моря холмами, на которых стоит Людериц, уходит вглубь страны шоссейная дорога. Приблизительно в 10 км от города она проходит мимо города-призрака Колманскоп, основанного в месте, где впервые были найдены алмазы. Позже, когда алмазы иссякли, город был покинут. Дальше шоссе пересекает пустыню; следующее человеческое поселение — городок Аус — находится 125 км восточнее. За исключением прижатых друг к другу зданий города и маяка на краю полуострова, окружающий вид почти не отличается от того, который наблюдал Бартоломеу Диаш, посетивший этот берег в 1487.

## История

### Бухта Ангра-Пекена
Португальский мореплаватель Бартоломеу Диаш во время своего плавания к мысу Доброй Надежды в 1487—1488 годах первым из европейцев высадился в бухте, которую назвал Заливом Святого Христофора (порт. Golfo de São Cristovão) по имени своего флагманского корабля. Прежде чем отплыть дальше, португальцы установили на берегу (это место сейчас имеет название Diaz Point) традиционный каменный крест с гербом (падран), как признак того, что этот берег присоединяется к владениям португальской короны. Оригинальный крест за прошедшие столетия был значительно повреждён выветриванием и в 1929 году его заменили на копию. Обезображенный ветром почти до неузнаваемости оригинал сейчас находится в музее Кейптауна (ЮАР).
Позднее картографы обозначали это место как Ангра-Душ-Ильеуш (Angra dos Ilheos, «бухта Островов»), а потом — Ангра-Пекена (Angra Pequena, «Малая бухта»). На протяжении следующих четырёх столетий эти места не посещались европейцами. Побережье, практически лишённое удобных гаваней (за исключением бухты Уолфис-бей более севернее), и бесплодная и практически необитаемая пустыня внутренних районов страны не представляли никакого интереса для европейских колониальных государств. Лишь в середине XIX века в течение непродолжительного времени на этих берегах встречались китобои и добытчики гуано, особенно богатые залежи которого разрабатывались на острове Ичабо. Однако этот бум длился недолго и с исчерпанием месторождений гуано побережье снова опустело.

### Бухта Людериц

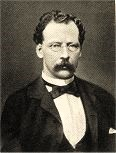
Адольф Людериц

В 1883 году в бухте Ангра-Пекена высадился бременский табачный торговец Адольф Людериц. Вместе со своим компаньоном Генрихом Фогельзангом они приобрели у предводителя местных орламов (голландско-африканских метисов, которые жили вглуби континента) Йозефа Фредерикса участок побережья, распростирающегося на 40 миль вдоль берега и на 20 миль вглубь. На нём они основали торговую факторию.
За участок земли площадью приблизительно 2600 км² предводитель орламов получил от немцев 100 фунтов золотом и 250 винтовок. Однако после составления соглашения продавцу объяснили, что имелись в виду не английские (1,8 км), а, разумеется, прусские мили, которые равняются 7,5 км, и, таким образом, приобретённый участок имел размер 300 на 150 км и площадь 45 000 км². Эта хитрая комбинация вошла в историю под названием «мошенничество с милями».
24 апреля 1884 года Людерицу удалось получить гарантии безопасности для своих владений от немецкого правительства, а в бухте Ангра-Пекена, переименованной в бухту Людериц, возникло небольшое рыболовецкое поселение с тем же именем. Оно стало первым звеном распространения немецкого колониального влияния в юго-западной Африке. Людериц приобрёл эту на первый взгляд никчёмную землю, надеясь найти на ней полезные ископаемые, однако тщательные и дорогостоящие поиски не принесли результата. Людериц обанкротился и был вынужден продать своё огромное имение Немецкому южноафриканскому колониальному обществу. В 1886 году Людериц пропал без вести во время геологоразведочной экспедиции к Оранжевой реке. В конце 1880-х Колониальное общество, неспособное эффективно руководить колонией, передало её в непосредственное ведение немецкого правительства.

### Город-порт

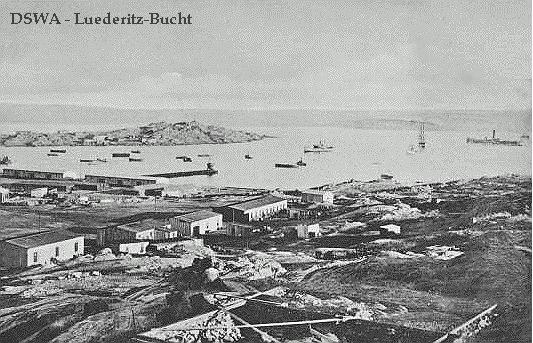
Людерицкая бухта в 1900

Незначительное и очень ограниченное хозяйственное оживление началось в крохотном городке Людериц в 1904 году, когда здесь были расквартированы солдаты подраздела немецкого колониального войска, которые воевали с восставшими туземцами нама. С тех времён городок приобрёл печальную известность благодаря концентрационному лагерю, который был построен на расположенном неподалёку от побережья острове Акул. В этом лагере содержались орламы и нама, взятые вместе с семьями в плен во время подавления их восстаний. Из более чем двух тысяч узников лагеря из-за ужасных гигиенических и климатических условий выжили лишь 450 человек. Под давлением со стороны работающих в стране немецких миссионеров лагерь был закрыт и перенесён во внутренние районы страны.
В 1908 году на окраинах городка были найдены алмазы, что вызвало новый мощный, хотя и кратковременный хозяйственный бум. Первый алмаз нашёл чернокожий рабочий Захариас Левела, который работал на строительстве узкоколейной железной дороги, во время расчистки занесённой песком колеи. Он отнёс его своему работодателю Августу Штауху, который сразу после этого вместе со старшим инженером Зёнке Ниссеном быстро приобрёл права на разведку полезных ископаемых в этом районе, что сделало их обоих миллионерами. Захариас Левела не получил от своей находки ничего. В следующие годы Людериц бурно развивался как процветающий торговый порт. Регион к югу от Людерица, площадь которого равнялась Бельгии, был провозглашён запрещённой алмазной зоной, доступ к которой был сурово ограничен. В поселении Колманскоп, возникшем в пустыне неподалёку от Людерица, была установлена штаб-квартира южноафриканской алмазодобывающей компании CDM (англ. Consolidated Diamond Mines). Она получила монопольные права на разработку алмазных месторождений. Развитие промышленной добычи алмазов в регионе и связанный с ним приток старателей и искателей быстрой наживы создали условия для постоянного экономического развития в Людерице, и он быстро превратился в современный развитый город.
После 1920 года Людериц начал терять своё значение по мере того, как места наиболее прибыльной добычи алмазов постепенно передвигались на юг. Вместо этого в городе начало медленно развиваться коммерческое рыболовство и связанное с ним малое судостроение, а также появились мелкие ковроткацкие предприятия, которые пользовались сырьевой базой овцеводства, развитого в континентальном регионе южной Намибии. Но кроме этого Людериц мало что мог предложить своим жителям, и некогда процветающему городу начала угрожать такая же судьба, как та, что раньше постигла Колманскоп. Тот после перенесения в 1943 году штаб-квартиры CDM на юг к Ораньемунду пришёл в упадок, а к 1956 году был полностью покинут жителями, превратившись в город-призрак.
Открытие месторождений природного газа (месторождение Куду) на окружающем океанском шельфе в конце XX века принесло в Людериц новые ожидания. Экономически выгодным может оказаться также проект переработки водорослей, огромные массы которых выбрасываются океаном на берег близ города. Водоросли могут стать источником ценных веществ для пищевой и парфюмерной промышленности. Оживить экономику города могут также основанные на его окраинах устричные фермы.

## Экономика
В настоящее время основой городской экономики являются туризм и рыболовство. Особое развитие приобрёл лов лангустов, которые экспортируются отсюда в такие далекие страны, как Испания и Япония. Людериц является базой большой флотилии мелких рыболовецких судов, и для предотвращения исчерпания местных рыбных ресурсов правительство страны устанавливает квоты вылова. Бухта Людериц мелководная и городской порт не может обслуживать тяжёлые океанские суда, а каменистое дно бухты не позволяет искусственно углублять фарватер. Поэтому большие суда разгружаются с помощью лихтеров. Возможности порта немного расширились после постройки длинного пирса, к которому могут швартоваться рыболовецкие суда более крупных размеров.
С помощью водовода длиной 130 км город снабжается пресной водой из подземного стока сезонной реки Койхаб, которая теряется в дюнах пустыни Намиб. Также в городе действует опреснительный завод. Город связан с остальными странами шоссейной дорогой и железной дорогой, которые уходят от города на восток, пересекая пустыню, и стыкуются с внутриконтинентальной транспортной сетью страны. Береговое шоссе, которое уходит на юг, соединяет Людериц с Ораньемундом возле устья Оранжевой реки на границе с ЮАР.
В последние годы экономическое развитие города значительно оживилось. Особенно динамично развивается сфера туризма, заметно возросла численность населения.

## Достопримечательности

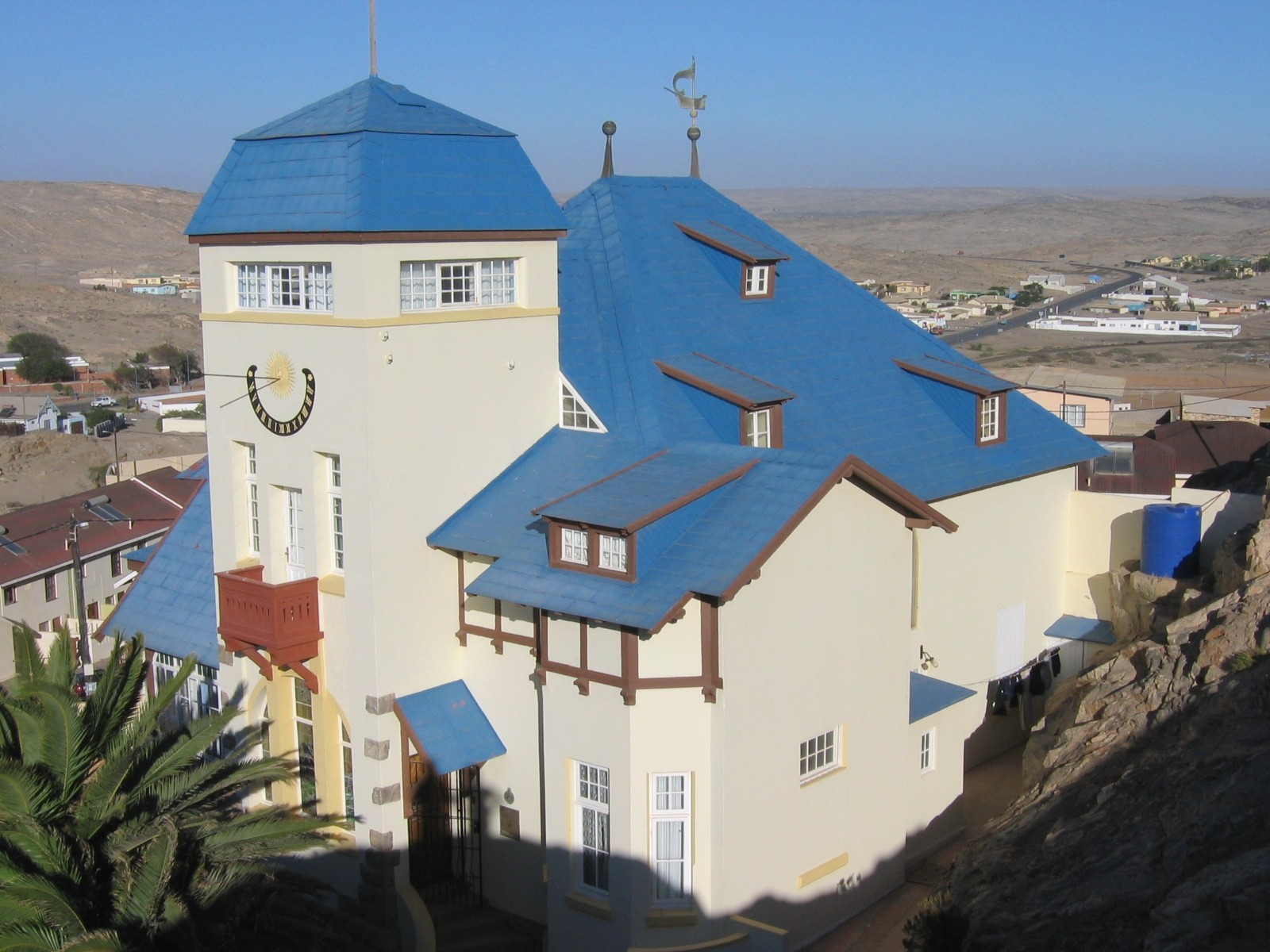
Гёрке-Хаус

Людериц до сих пор в значительной мере сохраняет вид и атмосферу времён, когда страной владела Германия. В городе сохранено много памятников немецкой колониальной архитектуры. Колониальный стиль и до сих пор доминирует в историческом центре города, особенно в районе улиц Рингштрассе, Бисмаркштрассе, Бергштрассе и Банхофштрассе, которые также сохранили свои названия от колониальной эпохи. Особняки со сводами, башнями и башенками, с мансардами и окнами в нишах, с эркерами на первых этажах, украшенными фронтонами и помещениями с прозрачной крышей для защиты от ветра, который здесь дует почти постоянно, образовывают посреди африканской пустыни островок провинциальной Германии середины XIX века.
Улицы города, за исключением нескольких центральных, не имеют твёрдого покрытия. Это не представляет особых проблем в местности, где почти никогда не бывает дождя.

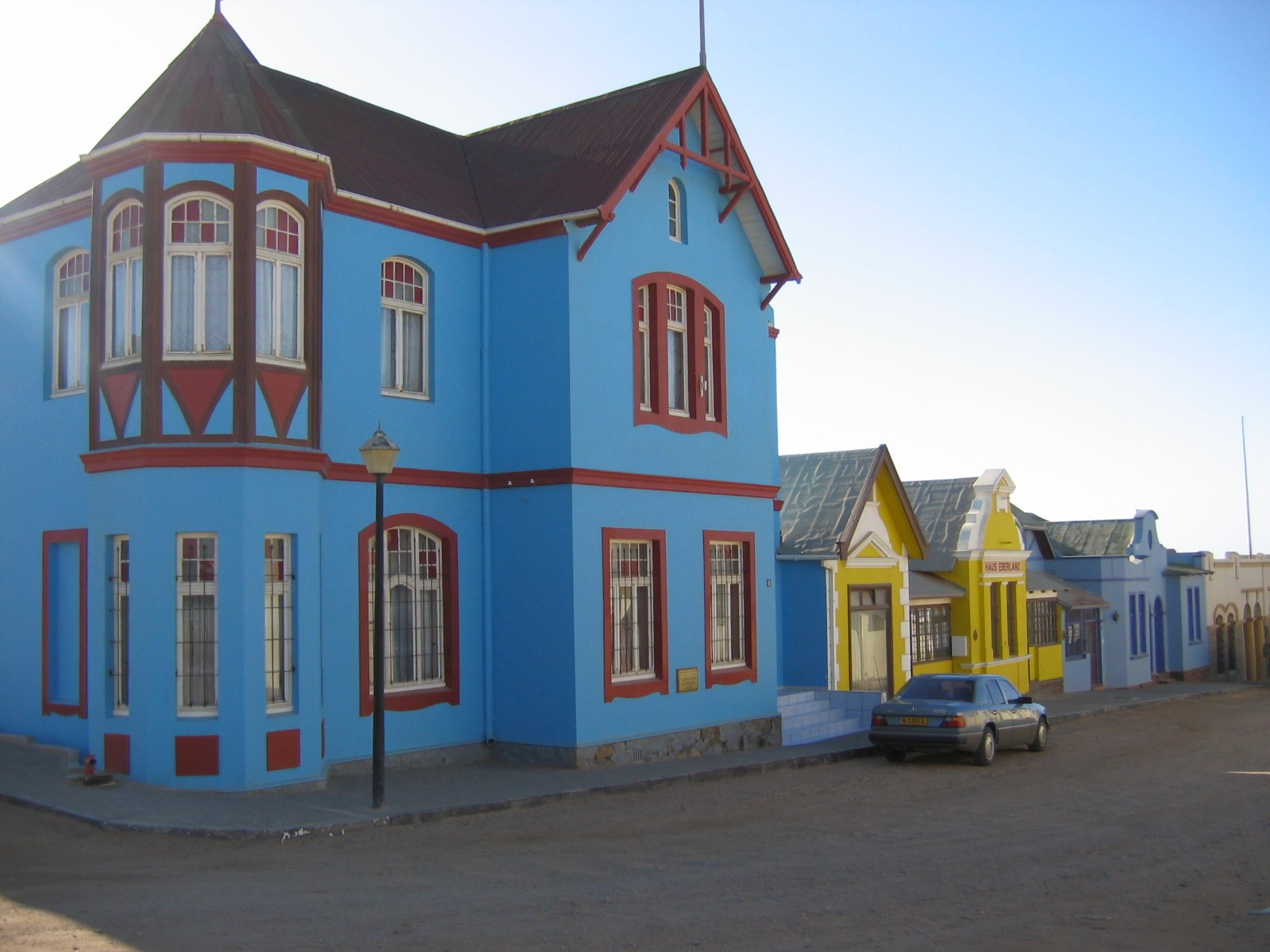
Бергштрассе

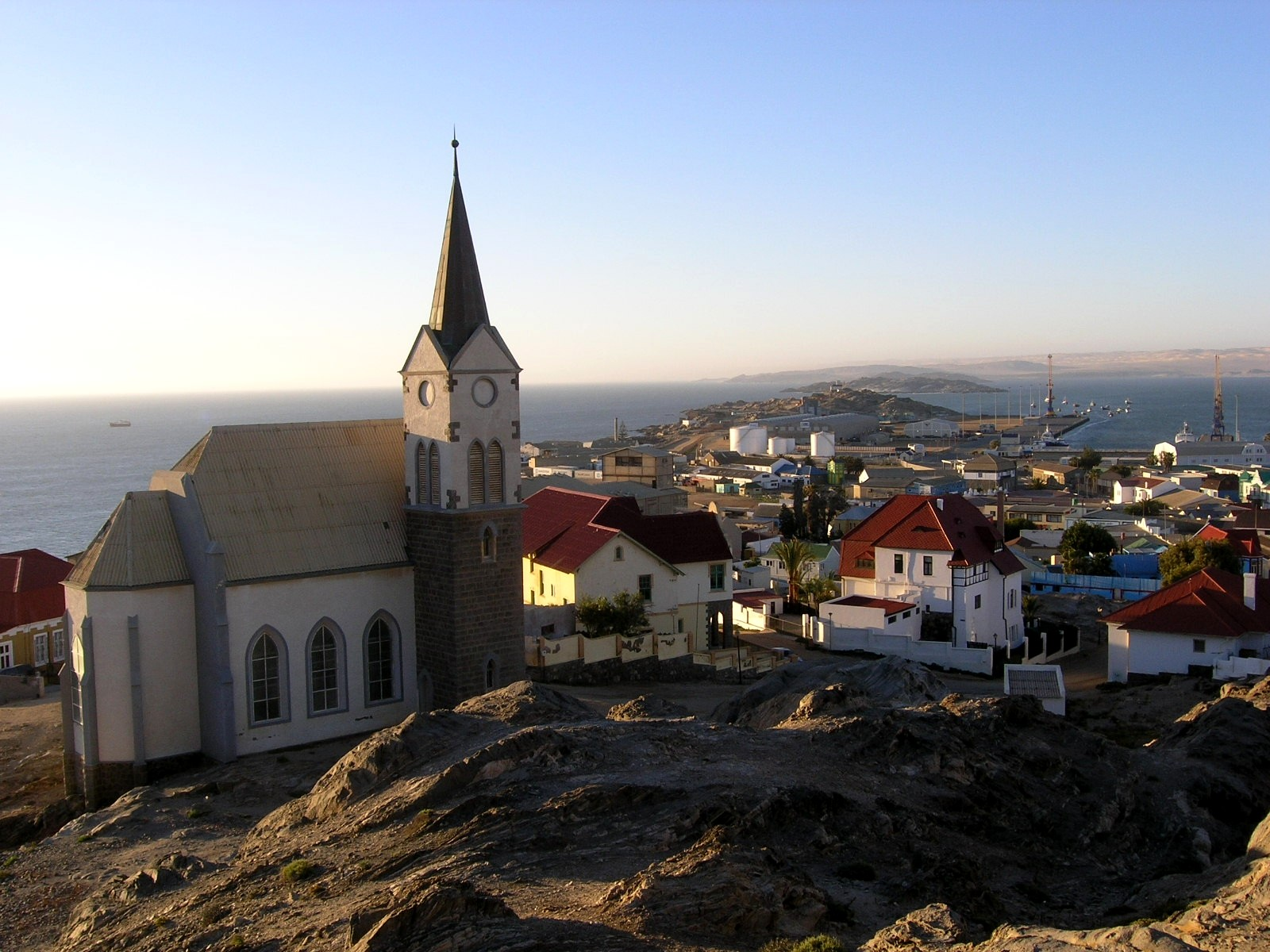
Фельзенкирхе в Людерице

Среди памятников колониальной архитектуры особенно заметен Гёрке-Хаус, который также называют «бриллиантовым дворцом». Это богатая резиденция, построенная в 1909 году успешным бизнесменом Гансом Гёрке. Сейчас в этом особняке, который был отреставрирован и обставлен антикварной мебелью тех времён, работает музей. Существует легенда, что этот, похожий на замок, дом строился как резиденция для немецкого кайзера, который должен был посетить Людериц, но тот визит так и не состоялся.
Другой заметной достопримечательностью колониальных времён является Фельзенкирхе («Церковь на скале») — лютеранская церковь, построенная в 1912 году на вершине каменистого холма. Церковь с её «приподнятыми» к небу формами представляет собой образец стиля английской готики — его «вертикальной» разновидности, которая доминировала в викторианскую эпоху, а не наиболее популярного в немецкой церковной архитектуре неоготического стиля. Церковь украшена витражами и впечатляющей резьбой по дереву. Окно над алтарём — личный подарок немецкого кайзера Вильгельма II.